# Fínicos
Os povos fínicos (também chamado de fino-bálticos) são os grupos étnicos que falam idiomas pertencentes às línguas fínicas (ou línguas fino-bálticas). As línguas fínicas com os maiores números de falantes são o finlandês, língua oficial da Finlândia, e o estoniano na Estônia. As demais línguas fínicas são faladas principalmente no noroeste da Rússia, especialmente em áreas próximas à Finlândia e Estônia. Em partes do norte da Suécia, os finlandeses tem uma presença considerável, enquanto que algumas minorias fínicas são encontradas na Noruega e na Letônia.
A questão dos povos fínicos serem mais próximos geneticamente de qualquer outro povo, do que de seus vizinhos que não falam línguas fínicas, é questionável. Como a maioria das outras regiões do continente europeu, as áreas povoadas por povos fínicos sofreram constantes miscigenações com outros povos e, por obstante, foram consideravelmente influenciados culturalmente. Durante o último milênio, a língua sueca costumava ser mais difundida na Finlândia e Estônia do que é hoje. O finlandês costumava ser falado em uma boa parte da Suécia e muito do território atual da Letônia foi habitado por povos que falavam línguas fínicas. Apenas isso, já basta para mostrar que é duvidosa a teoria defendida de que o povo fínico é formado por um distinto grupo genético.
O termo "fínico" é também utilizado, algumas vezes, para descrever falantes das línguas fino-permianas e fino-volgaicas da família das línguas urálicas.

## História

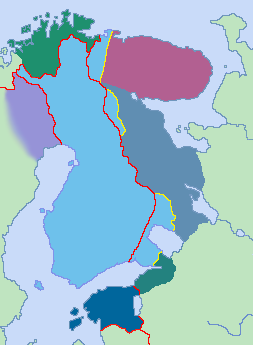
Mapa mostrando alguns territórios habitados, desde os tempos modernos, por povos fínicos em áreas limítrofes à Finlândia: Carélia e Íngria até a Segunda Guerra Mundial; as atuais Finlândia e Estônia; as minorias fínicas também no Vale do Torne (atual Suécia Setentrional) e no Finnmark (atual Noruega Setentrional).

Existem diferentes teorias sobre a origem dos povos fínicos agricultores na Pré-História. De acordo com algumas teorias mais antigas, acreditava-se que os fínicos agricultores habitaram partes do que são hoje os Países Bálticos, alguns milênios antes de Cristo. Acreditava-se também, que, no primeiro milênio, eles teriam migrado através do Ístmo da Carélia até o interior da atual Finlândia e Carélia, talvez devido ao período de migrações dos povos germânicos e eslavos, ou por outros motivos. Desde a década de 1970, esta teoria tem sido considerada obsoleta pois não existe uma forte indicação de qualquer grande migração. Ao invés disso, registros arqueológicos sugerem um povoamento contínuo desde a Idade da Pedra até o primeiro milênio e uma constante corrente de imigrantes, teoria também aceita por modernos linguistas.
A maior onda de imigração fínica moveu-se em direção ao norte da Escandinávia, nos séculos XVI–XVIII, estendendo-se desde o lago Vener, no sul, em direção ao Mar de Barents, no norte.

## As modernas nações fínicas
Os povos fínicos e seus subgrupos são:
- Lívios;
- Estonianos:
  - Võros;
  - Setos;
- Vótios;
- Ingrianos propriamente ditos;
- Vepsianos:
  - Ludis;
- Carélios:
  - Olonetos;
- Finlandeses propriamente ditos:
  - Finlandeses da Íngria;
  - Tornedalianos;
  - Kvenos;
  - Finlandeses da Floresta.

Há uma discussão sobre os ingrianos, os tornedalianos e os kvenos serem considerados de grupos étnicos fínicos separados do Finlandês. Os Finlandeses da Floresta são um extinto grupo étnico cuja cultura está sofrendo um renascimento cultural por conta dos seus descendentes. Os carélios, por outro lado, são vistos ocasionalmente como um ramo oriental dos finlandeses propriamente ditos, devido à sua geolocalização e a aproximação com os Eslavos.
É discutido se os chudes (mencionados por Jordanes em 550 d.C.) era uma tribo fínica não identificada ou se poderia ser considerado que um grupo fínico seria a origem dos chudes. Tem se que também ser considerado se o termo russo chud (чудь) é emprestado do lapão ou vice-versa. Mas algumas histórias eslavas tomam conta do povo chude, que habitava a região do Mar Báltico e falava uma língua com construção semelhante às línguas fínicas.